# Grigore T. Popa

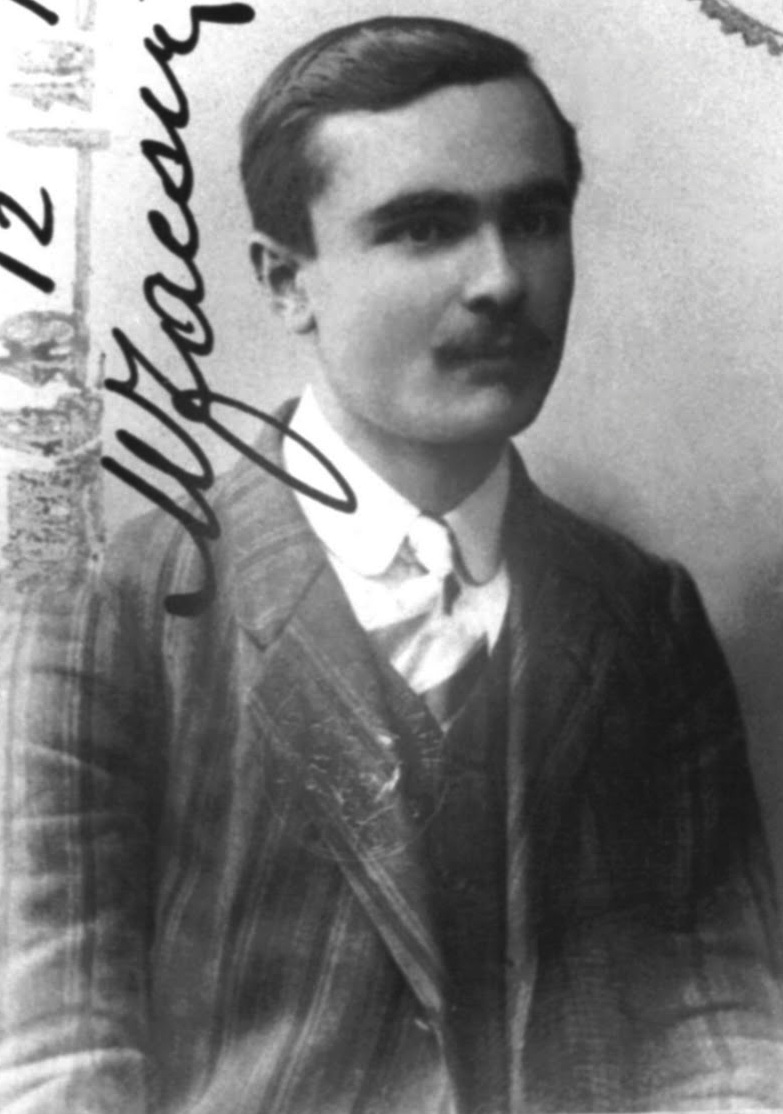
Grigore T. Popa

Grigore T. Popa (* 1. Mai 1892 in Șurănești, Kreis Vaslui; † 18. Juli 1948 in Bukarest) war ein rumänischer Arzt und Anatom. Im Rahmen seiner Forschungsarbeit beschäftigte er sich auch mit der Endokrinologie. Er war korrespondierendes Mitglied der Rumänischen Akademie. Die Medizinische und Pharmazeutische Universität in Iași trägt seinen Namen.

## Biografie
1903 bis 1911 war Popa Schüler am Nationalen Lyceum (Colegiul Național) in Iași. Nach Erreichen der Hochschulreife studierte er an der dortigen Medizinischen Fakultät. Im Labor des Professor Rainer (Bukarest) begann Popa bereits als Student, die Gefäße der Hypophyse im Hypophysenstamm zu beschreiben.
Seine weitere Fachausbildung fand zuerst in Chicago statt. Als Rockefeller Research Fellow am University College (UCL) in London begann die erfolgreiche Kooperation mit Una Lucy Fielding. Fielding und Popa beschrieben 1930 eine venöse Verbindung zwischen Hypophysenvorderlappen und Hypothalamus, die Hypophysenpfortader. Nach Popas Rückkehr nach Rumänien wurde er 1928 zum Inhaber des Lehrstuhls (titular al Catedrei) für Anatomie und Embryologie am Institut für Anatomie der Medizinischen Fakultät in Iași berufen.

## Medizinisches Wirken
Auf Anregung von Professor Grafton Elliot Smith (UCL) präparierten Popa und Fielding durch Studien an 40 erwachsenen Leichen, 10 Feten unterschiedlichen Alters und auch an Hunden, Katzen, Schweinen, Pferden und Schafen venöse Blutgefäße der Regio hypothalami. Sie fertigten Schnittserien (frontal, sagittal und transversal) an. Die Präparate färbten sie durch Tuscheinjektionen. Fielding, Professorin der Histologie des Zentralen Nervensystems, konnte ihre profunden Kenntnisse in der Erstellung und Interpretation der Schnittfolgen entscheidend einbringen.
Beide, Popa und Fielding, konnten so als Erste eine venöse Verbindung zwischen Hypophysenvorderlappen und Hypothalamus, das Hypophysenpfortadersystem, beschreiben.
Sie sahen mehr als ein Dutzend Venen aus der Pars tuberalis der Hypophyse in den Trichterlappen und von dort aus in das Tuber cinereum des Hypothalamus ziehen. Die Ergebnisse dieser Forschungsarbeit wurden 1930 der Anatomical Society of Great Britain and Ireland vorgelegt und im Journal of Anatomy und The Lancet veröffentlicht.

## Wissenschaftliche Bedeutung
Diese Arbeiten wurden von der Rumänischen Akademie 1933 und 1935 nachgedruckt.
Geoffrey Wingfield Harris veröffentlichte 1938 zusammen mit Grigore T. Popa eine experimentelle Arbeit über die Technik der Operationen an der hypotalamo-hypophysären Region des Kaninchens.
Die von Grigore T. Popa und Una Lucy Fielding durchgeführten Untersuchungen wurden von Harris, aber auch von Harvey Cushing gewürdigt. Fielding und Popa hätten den Sekretionsmechanismus sowie die venös-vaskuläre Verbindung zwischen Hypothalamus und Hypophyse als zusammengehörige Einheit (Regelkreis) histologisch nachgewiesen. Jedoch war damals die Art und Weise der Beziehung zwischen Gehirn und Hypophyse noch umstritten.

## Weitere Aktivitäten
G. T. Popa gründete im Jahr 1936 zusammen mit Mihail Sadoveanu und George Topîrceanu die Zeitschrift "Iași Notes". Grigore T. Popas theoretische Überlegungen zu den biologischen und gesellschaftlichen Ursachen des Verlustes zivilisatorischer Werte, bedingt durch Faschismus und Kommunismus, seien hier u. a. veröffentlicht worden.